# ویلیام کالن
ویلیام کالن (انگلیسی: William Cullen) زاده 	۱۵ آوریل ۱۷۱۰ و مرگ به تاریخ ۵ فوریه ۱۷۹۰م، یک پزشک اسکاتلندی و استاد مدرس دانشکده پزشکی  دانشگاه ادینبرو؛ و نویسنده کتابهای درسی بسیار معروفی بود.